# George Barclay Bruce

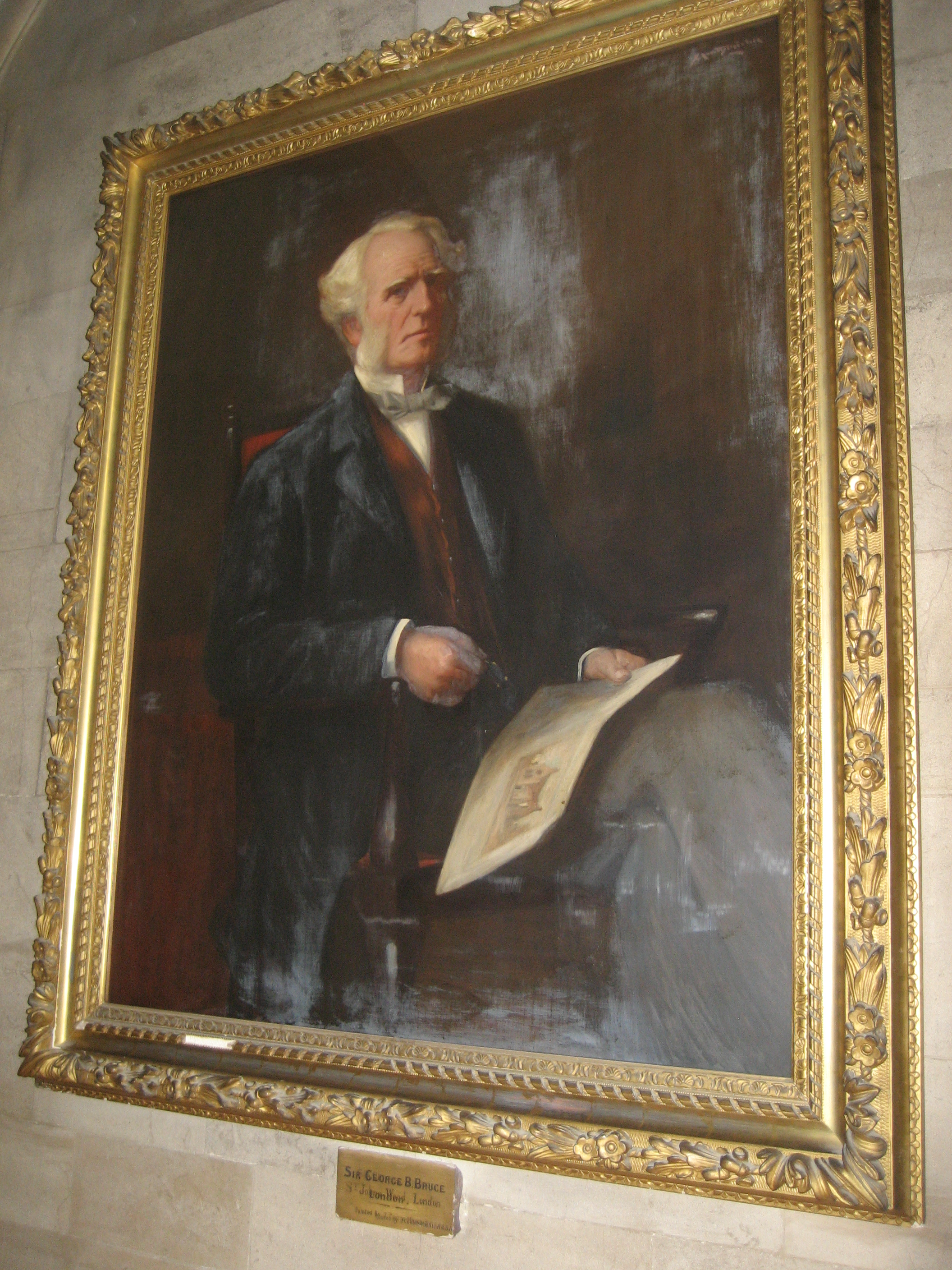
George Barclay Bruce
(pintura por James Coutts Michie en Westminster College, Cambridge)

George Barclay Bruce (Newcastle, 1 de octubre de 1821 - Londres, 25 de agosto de 1908) fue un ingeniero civil inglés. Se especializó en la realización de obras civiles para empresas relacionadas —sobre todo— con el ferrocarril en Gran Bretaña, Europa, Sudamérica y la India y entre las que destacó sobre todo el Royal Border Bridge del río Tweed y por la que fue premiado con la Telford Medal en 1850.

## Biografía
Fue hijo de John Bruce, el fundador de la Percy Street Academy. Entre los pupilos de su padre en la academia se encontraba Robert Stephenson, ingeniero de ferrocarril de quien Bruce fue aprendiz entre 1836 y 1841. Tras ello trabajó durante dos años en diversas obras en Newcastle y en el ferrocarril a Darlington y dos años más como ingeniero redidente en la línea férrea entre Northampton y Peterborough. Robert Stephenson lo designó para trabajar en el Royal Border Bridge, obra finalizada en 1850 y por la que fue reconocido con la Telford Medal. A partir de entonces viajó a India donde se ocupó de la construcción y el mantenimiento de ferrocarriles. Durante esos años fue contratado por la East Indian Railway y la Madras Railway hasta que por problemas de salud abandonó el país en 1856. 
En España estuvo encargado de trazar el ferrocarril minero de Riotinto, inaugurado en 1875, que conectaba la cuenca minera de Riotinto-Nerva con Huelva. También estuvo a cargo de la construcción entre 1874 y 1876 del muelle-embarcadero de mineral de la Rio Tinto Company Limited en el puerto de Huelva. 
Estuvo estrechamente implicado con la Institución de Ingenieros civiles, a la que sirvió varias veces como miembro. Recibió el título de Sir por el Gobierno británico y fue galardonado con la Legión de Honor por el francés en reconocimiento a sus servicios a la construcción. En el terreno personal fue un ferviente practicante presbiteriano, muy comprometido con la extensión de la iglesia en Inglaterra además de apoyar diversas iniciativas para mejorar la educación pública en su país.